# Stachytarpheta ajugifolia
Stachytarpheta ajugifolia es una especie de planta de la familia de las verbenáceas. Es nativa de Minas Gerais en Brasil, América de sur.
Esta planta es una hierba perenne o arbusto que crece hasta 1 m de altura. Tiene una raíz ramificada, de base leñosa. Sus hojas son sésiles, erectas, oblongas a elípticas, obtusas en el ápice, crenadas en el margen. Las flores tienen una corola azul sobre una espiga estrecha de unos 30 cm de longitud.
Tiene algunos usos en medicina tradicional. Pueblos autóctonos reconocen extractos de la planta como tratamiento para aliviar los síntomas de malaria. El zumo hervido o un té hecho de las hojas o la planta entera se bebe para aliviar fiebre y otros síntomas. Es también utilizado para disentería, dolor, y desórdenes del hígado. Pruebas de laboratorio indican que la planta tiene propiedades de antiinflamatorio.